# Sico I de Benevento

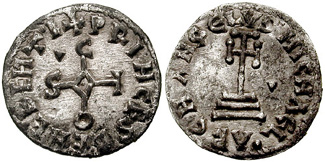
denario de Sico I

Sico I (c. 772 - 832), fue un Príncipe lombardo de Benevento desde 817 hasta su muerte en 832 o 834. 
Antes de ser príncipe, fue gastaldo de Acerenza. Tras el asesinato de Grimoaldo IV, Sico le sucedió en el trono del principado. Hizo las mismas falsas promesas de tributo y fidelidad al emperador franco Ludovico Pío que hiciera Grimoaldo. Trató de extender el principado a expensas de los bizantinos. Cercó Nápoles en fecha desconocida (quizás c.831), pero no tomó la ciudad. Con todo, pudo llevar el cuerpo de San Genaro, que fuera obispo de Benevento. Fue también Sico quien fundó la dinastía de los soberanos de Capua al concederle la antigua ciudad a Lando I como gastaldo. Lando honró a su benefactor llamando a su castillo Sicopolis. A Sico le sucedió su hijo Sicardo tras su muerte.